# Jerry Trainor
Gerald "Jerry" William Trainor (Los Angeles, 21 de janeiro de 1977) é um ator, músico, dublador e comediante norte-americano, conhecido pelos diversos trabalhos em programas da Nickelodeon. Seu principal trabalho foi interpretado Spencer Shay, na sitcom iCarly. Ele também teve um papel recorrente em Drake & Josh, onde interpretou Steve Doido, um funcionário do cinema Premiere.
Seu currículo na televisão inclui Angel, Boston Public, ER, My Wife and Kids e Malcolm in the Middle, ele também atuava em Crossing Jordan. No cinema, trabalhou em Donnie Darko, Evolution e Bring It On Again. Também atuou como Vinnie na série Wendell & Vinnie, que depois de alguns meses em hiato, foi cancelada. Entre 2010 e 2015, Trainor dublou Dudley Puppy, protagonista da série de animação T.U.F.F. Puppy. Ele veio ao Brasil em outubro de 2013 para a gravação dos Meus Prêmios Nick, promovida pela Nickelodeon anualmente em vários países.

## Biografia
Trainor nasceu e cresceu em San Diego, Califórnia, filho de Bill Trainor, um piloto de caça aposentado da Marinha e defensor público, e Madelyn Trainor, uma professora aposentada de cálculo do ensino médio. Ele tem uma irmã mais velha chamada Liz. Ele tem ascendência irlandesa.É casado com a atriz e comediante norte-americana Jessica Makinson.
Trainor cresceu na comunidade de Scripps Ranch, em San Diego, e frequentou a Universidade de San Diego High School. Ele estudou teatro na Universidade da Califórnia, Santa Barbara, e se formou com um diploma de Bacharel em Belas Artes. Ele estudou improvisação na escola The Groundlings em Los Angeles. Antes de se tornar ator, ele trabalhou no SeaWorld de San Diego.

## Carreira
Seu primeiro papel na televisão foi na série risque Undressed MTV. Alguns de seus outros créditos na televisão incluem, Law & Order, Drake & Josh, Angel, e Malcolm in the Middle. Seu primeiro papel na TV recorrente foi como Brian "O cara AV" "Crossing Jordan. Em sua aparição no programa Drake & Josh, ele era conhecido por seu papel como Crazy Steve. Ele também teve uma série de pequenos papéis em filmes como a ficção científica, horror, o filme Donnie Darko ea comédia cheerleader Bring It On Again. Ele também apareceu em Brilhante Victória, quando a irmã da protagonista estava fazendo seu show e ele estava na platéia.Fora do cinema e televisão, Trainor atuou como o doutor louco no primeiro episódio da webséries Henson Alternativas "Suds", que foi lançado em 2009, embora a evidência dos trailers que foram lançados dois anos antes, sugere que ele tivesse sido filmado muito antes que isso .Jerry Trainor disse que ele será manifestando para o personagem principal na série da Nickelodeon novo "TUFF Puppy". Trainor Devido a ser um adulto, não costuma filmar tarde, enquanto os outros atores e atrizes estão autorizados a sair mais cedo devido à sua juventude, ele gosta de fazer as pessoas rirem propositadamente, para que possam ficar até tarde com ele. Foi o almirante,numa participação especial em Eu a patroa e as crianças no episódio do boliche.

## Filmografia

### Televisão
| Ano         | Série                 | Papel                                              |
| ----------- | --------------------- | -------------------------------------------------- |
| 2000        | Undressed             | Eric                                               |
| 2001        | Malcolm in the Middle | Cadete Edwards (participação especial)             |
| 2002        | My Wife and Kids      | Fã de Star Trek no Boliche (participação especial) |
| 2002        | Angel                 | Jared                                              |
| 2002        | ER                    | Darious                                            |
| 2004        | Crossing Jordan       | Brian                                              |
| 2004 - 2007 | Drake & Josh          | Steve Mattews (Steve Doido)                        |
| 2007 - 2012 | iCarly                | Spencer Shay                                       |
| 2010-2015   | T.U.F.F. Puppy        | Dodley Puppy (voz)                                 |
| 2013 - 2014 | Wendell & Vinnie      | Vinnie                                             |
| 2016        | 2 Broke Girls         | Lenin                                              |
| 2018        | Henry Danger          | Joey                                               |
| 2019        | No Good Nick          | Lenin                                              |
| 2021 - 2023 | iCarly                | Spencer Shay                                       |

### Cinema
| Ano  | Filme                          | Papel                       |
| ---- | ------------------------------ | --------------------------- |
| 2001 | Donnie Darko                   | Lanky Kid                   |
| 2001 | Evolution                      | Tommy                       |
| 2003 | Wrong Hollywood Number         | Bailey Warren               |
| 2004 | Bring It On Again              | Smug Guy                    |
| 2007 | Pieces of Dolores              | Atendente de livraria       |
| 2008 | Waking Dreams                  | Andrew                      |
| 2008 | Merry Christmas, Drake & Josh  | Steve Mattews (Crazy Steve) |
| 2008 | iCarly: iGo to Japan           | Spencer Shay                |
| 2010 | Drake & Josh: The Movie        | Steve Mattews (Crazy Steve) |
| 2011 | iCarly: iStart a Fan War       | Spencer Shay                |
| 2011 | Best Player                    | Quincy                      |
| 2011 | iCarly: iParty With Victorious | Spencer Shay                |
| 2012 | iCarly: iGoodbye               | Spencer Shay                |

## Música
Em outubro de 2015, Trainor formou a banda Nice Enough People com o guitarrista Mike O'Gorman, o baterista Andrew Zuber e a guitarrista Allison Scagliotti, que interpretou a Mindy Crenshaw em Drake & Josh. Trainor toca baixo para o grupo. O grupo lançou seu primeiro EP, Hanover Hideaway, em 22 de junho de 2016.